# Антипово (Ленинградская область)
Анти́пово — деревня в Селивановском сельском поселении Волховского района Ленинградской области России.

## История
На карте Санкт-Петербургской губернии Ф. Ф. Шуберта 1834 года упоминается деревня Антипова.

АНТИПОВО — деревня принадлежит тайному советнику Мордвинову, число жителей по ревизии: 89 м. п., 89 ж. п. (1838 год)

Как деревня Антипова она отмечена на карте Ф. Ф. Шуберта 1844 года.

АНТИПОВО — деревня действительного статского советника барона Вилье, по просёлочной дороге, число дворов — 31, число душ — 100 м. п. (1856 год)

АНТИПОВО — деревня владельческая при реке Валгоме, число дворов — 36, число жителей: 100 м. п., 109 ж. п. (1862 год)

Согласно епархиальным сведениям 1899 года деревня относилась к приходу Крестовоздвиженской (ранее Воскресенской, Воскресенского Масельгского погоста) церкви в селе Лунгачи.
В конце XIX — начале XX века деревня административно относилась к Усадище-Масельгской волости 3-го стана Новоладожского уезда Санкт-Петербургской губернии.
По данным «Памятной книжки Санкт-Петербургской губернии» за 1905 год деревня называлась Антипово.
Согласно карте Петроградской и Новгородской губерний издания 1915 года деревня называлась Антипова.
С 1917 по 1922 год деревня входила в состав Усадище-Масельгского сельсовета Новоладожского уезда.
С 1922 года в составе Лунгачского сельсовета.
С 1923 года в составе Колчановской волости Волховского уезда.
С 1927 года в составе Волховского района.
В 1928 году население деревни составляло 195 человек.
По данным 1933 года деревня Антипово входила в состав Лунгачского сельсовета Волховского района.

Деревня Антипово на карте 1940 года

С 1946 года в составе Новоладожского района.
С 1954 года в составе Низинского сельсовета
В 1958 году население деревни составляло 76 человек.
С 1963 года вновь в составе Волховского района.
По данным 1966 и 1973 годов деревня Антипово также входила в состав Низинского сельсовета.
По данным 1990 года деревня Антипово входила в состав Селивановского сельсовета.
В 1997 году в деревне Антипово Селивановской волости проживал 1 человек, в 2002 году — постоянного населения не было.
В 2007 году в деревне Антипово Селивановского СП — вновь 1 человек.

## География
Деревня находится в северо-восточной части района на автодороге 41К-405 (Низино — Лунгачи — Телжево).
Расстояние до административного центра поселения — 14 км.
Деревня находится у железнодорожной платформы Телжево (159 км) на линии Волховстрой I — Лодейное Поле. Расстояние до ближайшей железнодорожной станции Лунгачи — 6 км.
Через деревню протекает правый, безымянный приток реки Валгомка.

## Демография
| 1862 | 2007 | 2010 | 2017 |
| ---- | ---- | ---- | ---- |
| 209  | ↘1   | ↘0   | ↗1   |

### Национальный состав
Согласно данным Всероссийской переписи населения 2021 года в деревне проживал 1 человек, русский.